# Aranyes
|  | Aquest article tracta sobre les aranyes (Araneae). Vegeu-ne altres significats a «Aranya (desambiguació)». |

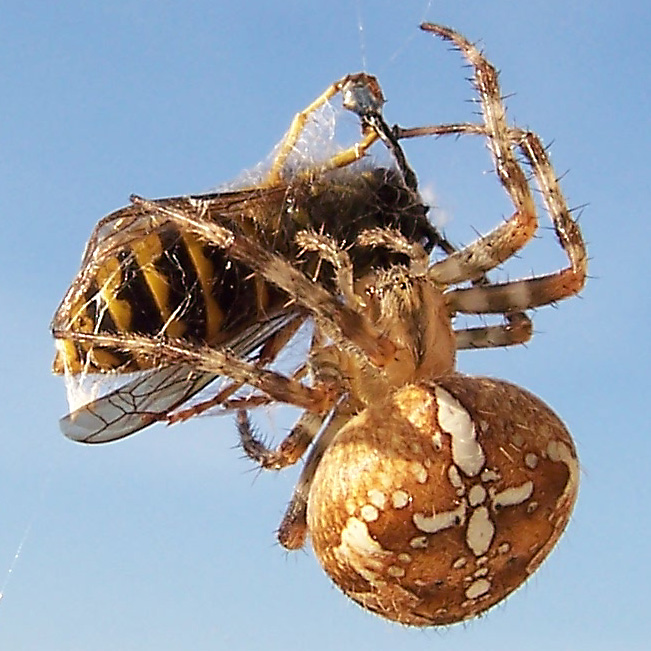
Araneus diadematus

Les aranyes (Araneae) són un ordre d'artròpodes quelicerats adaptats al medi aeri, amb vuit cames i un parell de quelícers modificats en ullals capaços d'injectar verí. Les aranyes viuen a tots els continents tret de l'Antàrtida, i s'han establert en gairebé tots els nínxols ecològics, tret de la mar i l'aire. Fins al novembre de 2023, hi ha reconeguts 4.356 gèneres i 51.770 espècies d'aranyes, agrupades en 136 famílies. Tanmateix, existeix un debat dins la comunitat científica sobre com caldria classificar tots els gèneres, com ho demostra el fet que s'hagin publicat més d'una vintena de classificacions des de l'any 1900.
Anatòmicament, les aranyes es diferencien de la resta d'artròpodes pel fet que els segments corporals habituals estan fusionats en dos tagmes, prosoma o cefalotòrax i l'opistosoma o abdomen), i estan units per un petit pedicel cilíndric. Excepte el grup més primitiu, els mesotels, les aranyes tenen el sistema nerviós més centralitzat de tots els artròpodes, car els seus ganglis estan fusionats en una massa al cefalotòrax. A diferència de la majoria d'artròpodes, les aranyes no tenen músculs extensors a les cames, de manera que les estenen per pressió hidràulica.
El seu abdomen presenta apèndixs que han estat modificats en fileres que secreten seda de com a mínim dos tipus, malgrat que no totes les espècies construeixen una teranyina. Les teranyines varien molt en mida, forma i quantitat de fil utilitzat. Sembla que la teranyina en forma d'espiral circular podria ser una de les formes més primitives, i les aranyes que produeixen teranyines enredades són més abundants i diverses que els aranèids. Al període Devonià aparegueren aràcnids semblants a aranyes, dotats d'«aixetes» productores de teranyina, però aquests animals aparentment mancaven de fileres. S'han identificat aranyes veritables en roques del Carbonífer (fa entre 318 i 299 milions d'anys), que són molt similars als representants del subordre vivent més primitiu, el dels mesotels. Els grups principals d'aranyes modernes, els migalomorfs i els araneomorfs, aparegueren per primer cop al període Triàsic, fa més de 200 milions d'anys.
El 2008 se'n descrigué una espècie herbívora, però totes les altres espècies conegudes són predadores que s'alimenten principalment d'insectes i altres aranyes, tot i que algunes espècies grans també cacen ocells i sargantanes. Les aranyes utilitzen un ampli ventall d'estratègies per capturar les seves preses: caçar-les en teranyines enganxifoses, lligant-les amb fils enganxifosos, imitant la presa per evitar ser detectades, o perseguint-les. La majoria detecten les preses principalment per detecció de les vibracions, però les caçadores actives tenen una bona vista, i les caçadores del gènere Portia mostren senyals d'intel·ligència en la seva elecció de tàctiques i la capacitat de crear-ne de noves. El tracte digestiu de les aranyes és massa estret perquè hi passin sòlids, de manera que liqüifiquen l'aliment amb enzims digestius i el molen amb la base dels pedipalps, car manquen d'autèntiques mandíbules.
Els mascles s'identifiquen per mitjà de ritus complexos de festeig per evitar que les femelles se'ls mengin. Els mascles de la majoria d'espècies sobreviuen uns quants aparellaments, limitats sobretot per la seva escassa longevitat. Les femelles teixeixen recipients pels ous, cadascun dels quals pot contenir centenars d'ous. Les femelles de moltes espècies cuiden les cries, duent-les a sobre o compartint-hi aliment. Una minoria d'espècies són socials, i construeixen teranyines comunes que poden allotjar entre unes poques aranyes i 50.000 individus. El comportament social va d'una tolerància precària, com en les agressives aranyes viudes, fins a una caça cooperativa i un repartiment del menjar. Tot i que la majoria d'aranyes viuen un màxim de dos anys, les taràntules i altres aranyes migalomorfes poden viure fins a 25 anys en captivitat.
Mentre que el verí d'algunes espècies és perillós pels humans, els científics investiguen actualment l'ús del verí de les aranyes en la medicina i com a pesticida no contaminant. La teranyina proporciona una combinació de lleugeresa, força i elasticitat que és superior a la de materials sintètics, i s'han inserit gens relacionats amb la producció de teranyina en mamífers i plantes per a comprovar si es poden utilitzar com a fàbriques de teranyina. Com a resultat de la seva gran varietat de comportaments, les aranyes han esdevingut símbols comuns en l'art i la mitologia, representant diverses combinacions de paciència, crueltat i poders creatius.

## Descripció

### Pla corporal

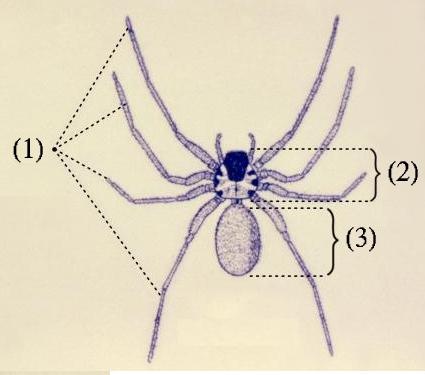
Anatomia de les aranyes:
(1) quatre parells de cames
(2) cefalotòrax
(3) opistosoma

Les aranyes són quelicerats, i per tant, artròpodes. Com a artròpodes que són, tenen: un cos segmentat amb extremitats articulades, cobert amb una cutícula composta de quitina i proteïnes, i un cap compost de diversos segments que es fusionen durant el desenvolupament de l'embrió. Sent quelicerats, el seu cos consisteix en dos tagmes, conjunts de segments que tenen funcions similars: l'anterior, anomenat cefalotòrax o prosoma, és una fusió completa dels segments que en un insecte formarien dos tagmes separats, el cap i el tòrax; el tagma posterior és anomenat abdomen o opistosoma. En les aranyes, el cefalotòrax i l'abdomen estan connectats per una petita secció cilíndrica anomenada pedicel. El patró de fusió de segments que forma el cap dels quelicerats és únic entre els artròpodes, i el que normalment seria el primer segment del cap desapareix en un dels estadis inicials del desenvolupament, de manera que els quelicerats manquen de les antenes típiques de la majoria d'artròpodes. De fet, l'únic apèndix que els quelicerats tenen davant la boca és un parell de quelícers, i manquen de qualsevol característica que funcioni directament com a "mandíbula". Els primers apèndixs situats darrere la boca reben el nom de pedipalps, i tenen funcions diferents en cada grup de quelicerats.

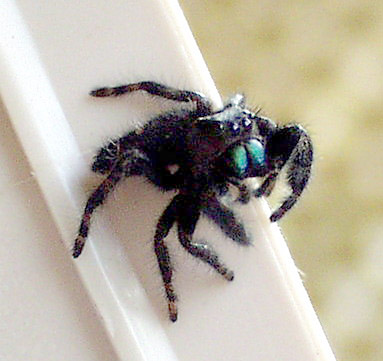
Phidippus audax, un saltícid: Les parts basals dels quelícers són les dues maxil·les iridescents.

Les aranyes i els escorpins són membres d'un grup de quelicerats, els aràcnids. Els quelícers dels escorpins tenen tres seccions i generalment són un modest parell d'urpes que utilitzen per alimentar-se. Els de les aranyes tenen dues seccions i s'acaben en ullals que generalment són verinosos, i es pleguen darrere les seccions superiors quan no estan sent utilitzats, i les seccions superiors tenen generalment unes espesses "barbes" que filtren els trossos sòlids del seu menjar, car les aranyes només poden ingerir aliment líquid. D'altra banda, els pedipalps dels escorpins formen generalment grans urpes per capturar preses, mentre que els de les aranyes són sensors bastant petits les bases dels quals també serveixen d'extensió de la boca; a més, els de les aranyes mascles tenen seccions posteriors engrandides que s'utilitzen en la transferència d'esperma.
En les aranyes, el cefalotòrax i l'abdomen estan units per un petit pedicel cilíndric, que permet que l'abdomen es mogui independentment durant la producció de teranyina. La superfície superior del cefalotòrax està cobert per una única cuirassa convexa, mentre que la part inferior està coberta per dues plaques més aviat planes. L'abdomen és tou i en forma d'ou. No presenta signes de segmentació, excepte en els primitius mesotels (els membres vivents dels quals són els lifístids), que tenen plaques segmentades a la superfície superior.

### Circulació i respiració
Com els altres artròpodes, les aranyes són celomats en què el celoma s'ha reduït a petites àrees al voltant dels aparells reproductor i excretor. El seu lloc està pres en gran part per un hemocel, una cavitat que es perllonga gairebé per tot el cos i per la qual flueix la sang. El cor és un tub situat a la part superior del cos, amb uns quants òstiums que actuen com a vàlvules de no-retorn, permetent que la sang entri al cor des de l'hemocel però evitant que en surti abans que arribi a l'extrem anterior, Tanmateix, en les aranyes només ocupa la part superior de l'abdomen, i la sang és portada a l'hemocel per una artèria que s'obre a l'extrem posterior de l'abdomen i per artèries ramificants que passen pel pedicle i s'obren a diverses parts del cefalotòrax. Per tant, les aranyes tenen un sistema circulatori obert. La sang de moltes aranyes que tenen pulmons en llibre conté el pigment respiratori hemocianina per fer més eficaç el transport de l'oxigen.
Les aranyes han desenvolupat diferents anatomies respiratòries, pulmons en llibre, sistema traqueal, o ambdós. Els migalomorfs i els mesotels tenen dos parells de pulmons en llibre plens d'hemolimfa, en què obertures a la superfície ventral de l'abdomen permeten que entri l'aire i difonen oxigen. Aquest també és el cas d'algunes aranyes araneomorfes, com la família dels hipoquílids, però els altres membres d'aquest grup només conserven intacte el parell anterior de pulmons en llibre, mentre que el parell posterior d'òrgans respiratoris estan parcialment o total modificats en tràquees, a través de les quals l'oxigen es difon a l'hemolimfa o directament als teixits i òrgans. El més probable és que el sistema traqueal evolucionés en avantpassats petits per ajudar a resistir a la dessecació. Les tràquees estaven originalment connectades al medi exterior a través d'un parell d'obertures anomenades espiracles, però en la majoria d'aranyes aquest parell d'espiracles s'ha fusionat en un de sol al mig, i s'ha mogut cap enrere vers les fileres. Les aranyes dotades de tràquees solen tenir un ritme metabòlic més elevat i conserven millor l'aigua.

### Alimentació, digestió i excreció

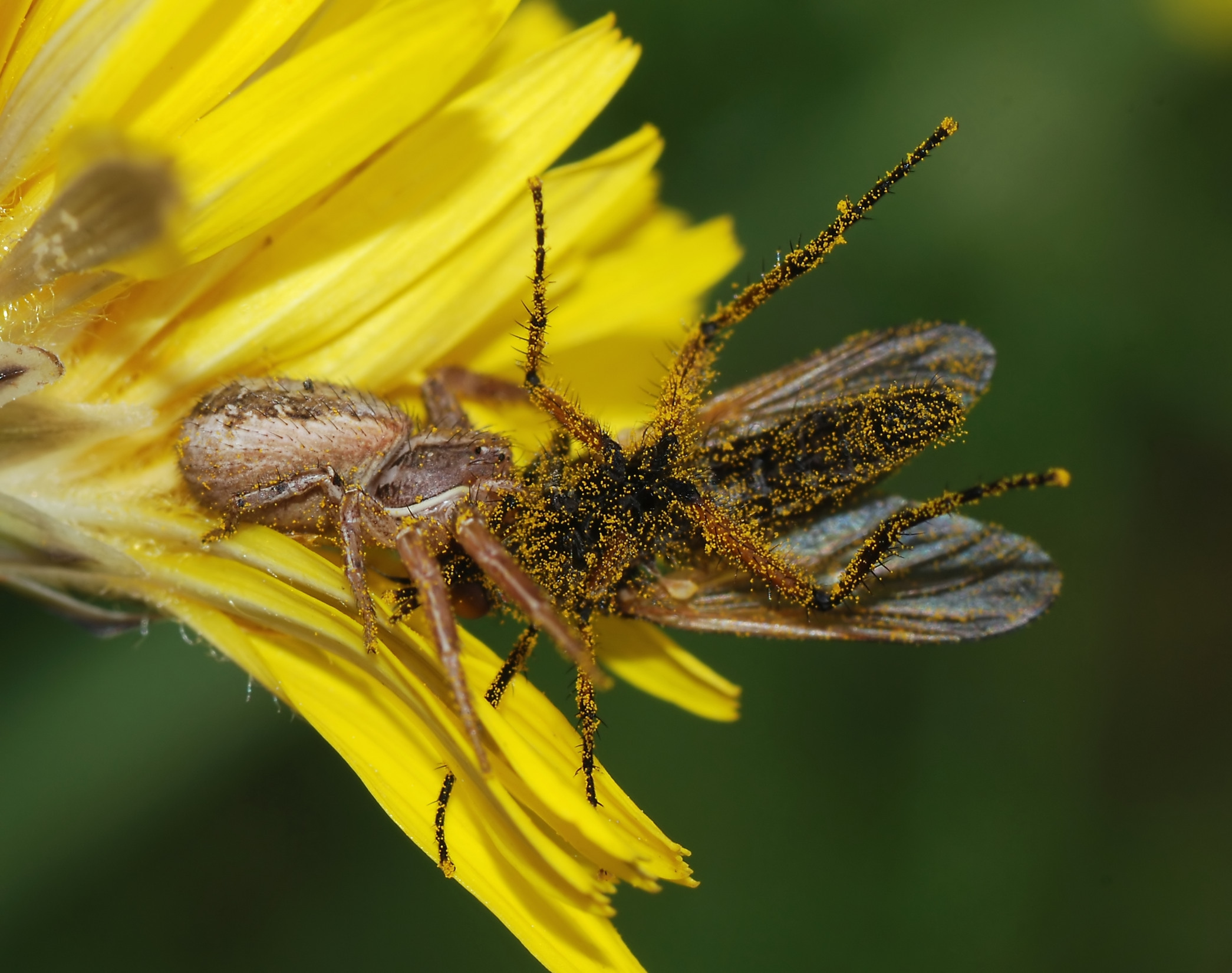
Una aranya Xysticus sp. paralitzant una mosca.

Cosa única entre els quelicerats, les seccions finals dels quelícers de les aranyes són ullals, i la gran majoria de les aranyes les utilitzen per injectar verí a la presa, de glàndules verinoses situades a les arrels dels quelícers Com la majoria d'aràcnids, incloent-hi els escorpins, les aranyes tenen un tracte digestiu que només pot processar aliment líquid, i les aranyes tenen dos conjunts de filtres per mantenir els sòlids a l'exterior. Utilitzen un d'entre dos sistemes de digestió externa. Alguns bomben enzims digestius de l'intestí mitjà a la presa i després xuclen els teixits liqüificats de la presa a l'intestí, deixant eventualment la carcassa buida de la presa. Altres molen la presa amb els quelícers i les bases dels pedipalps fins que la deixen feta una polpa, tot omplint-la amb enzims; en aquestes espècies, els quelícers i les bases dels pedipalps formen una cavitat preoral que aguanta el menjar que estan processant.
L'estómac del cefalotòrax actua com una bomba que envia l'aliment més cap endins de l'aparell digestiu. L'intestí mitjà té molts cecs digestius, compartiments sense cap altra sortida, que extreuen nutrients del menjar; la majoria es troben a l'abdomen, que està dominat per l'aparell digestiu, però uns quants es troben al cefalotòrax.
La majoria d'aranyes converteixen els residus nitrogenosos en àcid úric, que pot ser excretat en forma com a material sec. Els tubs de Malpighi extreuen aquests residus de la sang de l'hemocel i els vessen a la cambra cloacal, d'on són expel·lides per l'anus. La producció d'àcid úric i la seva eliminació mitjançant els tubs de Malpighi són una adaptació per la conservació d'aigua que ha evolucionat independentment en diversos llinatges d'artròpodes que viuen lluny de l'aigua, per exemple, els tubs dels insectes i els aràcnids es desenvolupen a partir de parts completament diferents de l'embrió. Tanmateix, algunes aranyes primitives -el subordre dels mesotels i l'infraordre dels migalomorfs- conserven els nefridis ("petits ronyons") ancestrals dels artròpodes, que utilitzen grans quantitats d'aigua per excretar els residus nitrogenosos en forma d'amoníac.

### Sistema nerviós central
El sistema nerviós central bàsic dels artròpodes consisteix en: un parell de cordes nervioses que s'estenen sota l'intestí, amb ganglis parells que funcionen com a centres locals de control a cada segment; un cervell format per la fusió dels ganglis dels segments del cap de davant i darrere la boca, de manera que l'esòfag està envoltat per aquest conglomerat de ganglis. Excepte en els primitius mesotels, dels quals els lifístids són l'única família supervivent, les aranyes tenen el sistema nerviós molt més centralitzat típic dels aràcnids: tots els ganglis de tots els segments de darrere l'esòfag estan fusionats, de manera que el cefalotòrax està ben ple de teixit nerviós i no hi ha ganglis a l'abdomen; en els mesotels, els ganglis de l'abdomen i la part posterior del cefalotòrax romanen sense fusionar.

### Òrgans sensorials

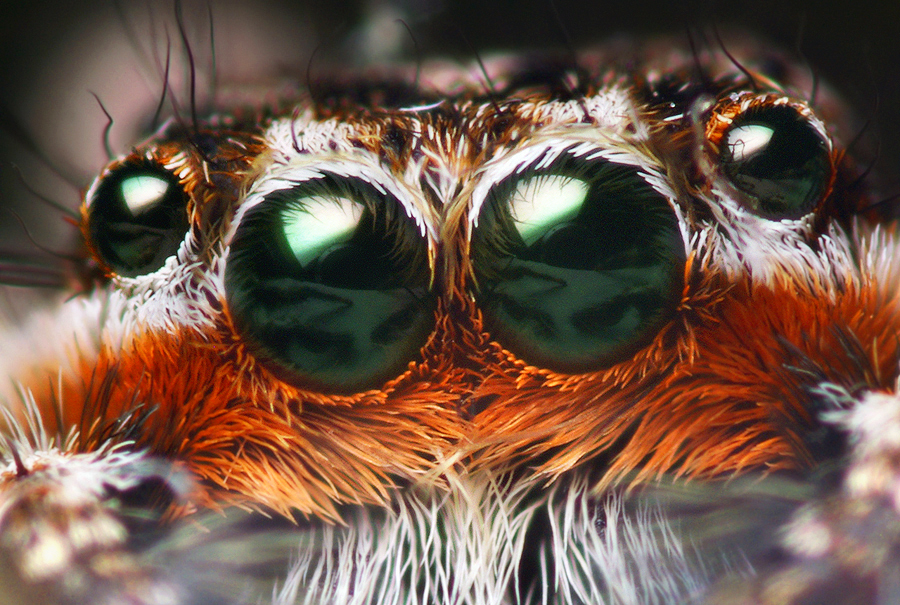
Els ocels principals (parell central) d'aquest saltícid són molt sensibles. El parell exterior són «ulls secundaris» i hi ha altres parells d'ulls secundaris als costats i a dalt del cap.

La majoria d'aranyes tenen quatre parells d'ulls a l'àrea frontal-superior del cefalotòrax, arranjats en patrons que varien d'una família a l'altra. El parell situat al davant són del tipus en forma de copa anomenat ocels ("petits ulls"), que en la majoria d'artròpodes només són capaços de detectar la direcció de la qual prové la llum, utilitzant l'ombra que projecten les parets de la copa. Tanmateix, els ulls principals de davant del cap de les aranyes són ocels en forma de copa que són capaços de formar imatges. Es creu que els altres ulls deriven dels ulls compostos dels quelicerats ancestrals, però ja no tenen les facetes separades típiques dels ulls compostos. A diferència dels ulls principals, en moltes aranyes aquests ulls secundaris detecten la llum reflectida d'un tapetum refractiu, i els licòsids poden ser detectats mitjançant la llum que se'ls reflecteix a la tapeta. D'altra banda, els ulls secundaris dels saltícids manquen de tapeta. L'agudesa visual dels saltícids supera per un factor de deu la dels espiadimonis, que tenen de llarg la millor vista de tots els insectes; de fet, l'ull humà només és unes cinc vegades més sensible que el d'un saltícid. Aconsegueixen això mitjançant una sèrie de lents semblants a un teleobjectiu, una retina amb quatre capes i la capacitat de girar els ulls i integrar imatges de diferents fases de l'escanejada. El desavantatge és que l'escanejada i el procés d'integració són relativament lents.
Com en la resta d'artròpodes, la cutícula de les aranyes bloquejarien la informació sobre el medi exterior, si no fos perquè és penetrada per nombrosos sensors o connexions de sensors al sistema nerviós. De fet, moltes aranyes i altres artròpodes han modificat la seva cutícula en un conjunt elaborat de sensors. Diversos mecanoreceptors, majoritàriament cerres anomenades setes, responen a diferents nivells de força, des d'un contacte fort fins a corrents d'aire molt febles. Els quimioreceptors són un equivalent del gust i l'olfacte, sovint mitjançant setes. Les aranyes també tenen sensil·les que detecten forces i vibracions. En les aranyes que fan teranyines, tots aquests mecanoreceptors i quimioreceptors són més importants que els ulls, mentre que els ulls són més importants per les aranyes que cacen activament.
Com la majoria d'artròpode, les aranyes manquen de sensors de l'equilibri i de l'acceleració, i confien en els seus ulls per distingir si es troben cap per dalt o cap per avall. Els proprioreceptors dels artròpodes, uns sensors que detecten la força exercida pels músculs i el grau de torsió del cos i les articulacions, estan ben compresos. D'altra banda, se sap ben poc sobre la resta de sensors interns que puguin tenir les aranyes o els altres artròpodes.

### Cicle vital i reproducció

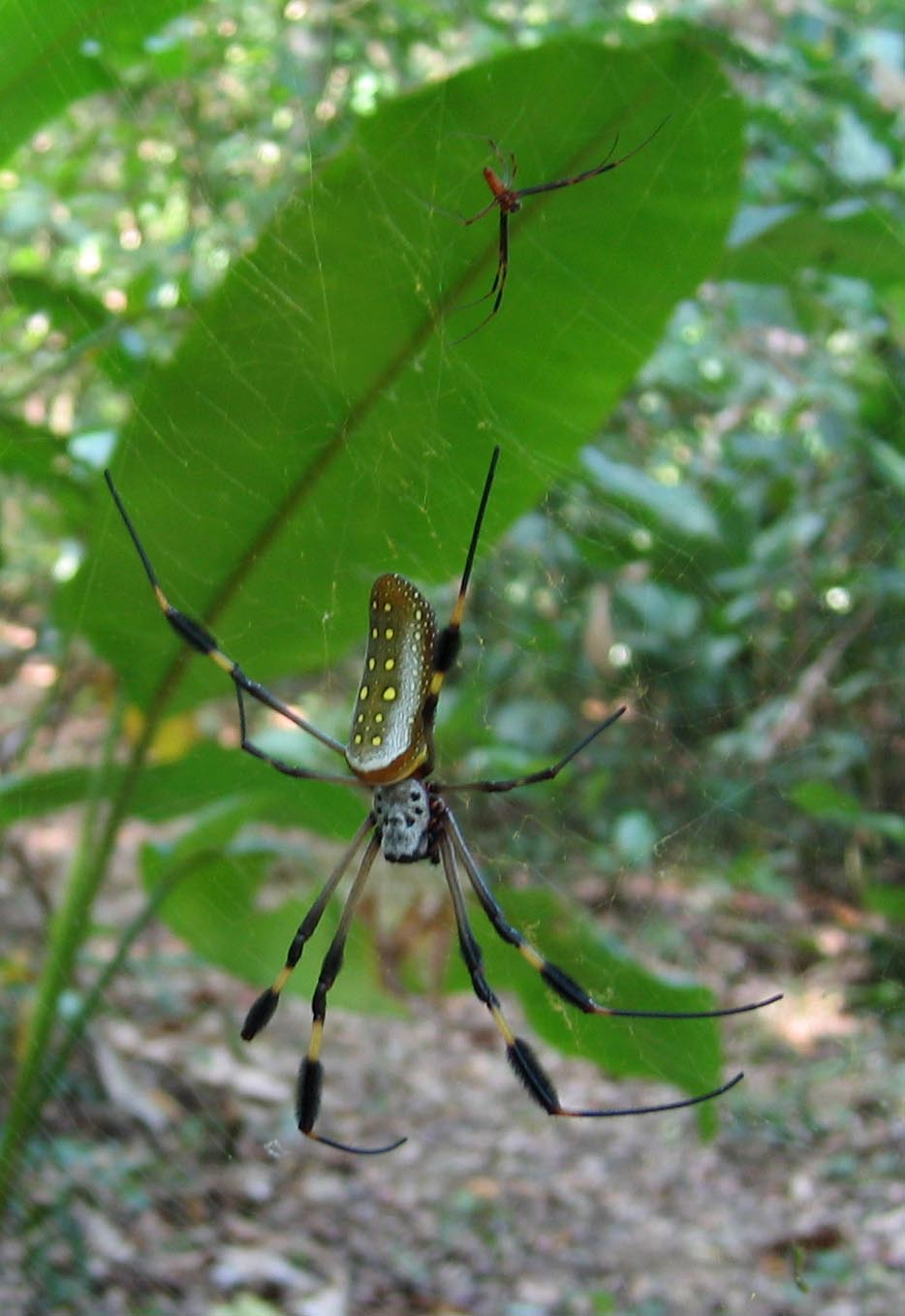
El minúscul mascle d'aranya Nephila (situat a prop del cim de la fulla) es pot salvar produint les vibracions adequades a la teranyina, i podria ser massa petit perquè valgui la pena menjar-se'l.

Les aranyes es reprodueixen sexualment i la fertilització és interna però indirecta, és a dir, l'esperma no és introduït al cos de la femella pels genitals del mascle sinó que hi ha una etapa intermèdia. A diferència de molts artròpodes terrestres, les aranyes mascle no produeixen espermatòfors (paquets d'esperma) preparats, sinó que teixeixen petites teranyines d'esperma sobre les quals ejaculen, i després transfereixen l'esperma a unes estructures semblants a xeringues situades a l'extrem dels seus pedipalps. Quan un mascle detecta senyals d'una femella propera, comprova si és de la mateixa espècie i si està preparada per aparellar-se; en les espècies que produeixen teranyines o «cordes de seguretat», el mascle pot identificar l'espècie i el sexe de l'aranya que les ha produït mitjançant l'«olfacte».

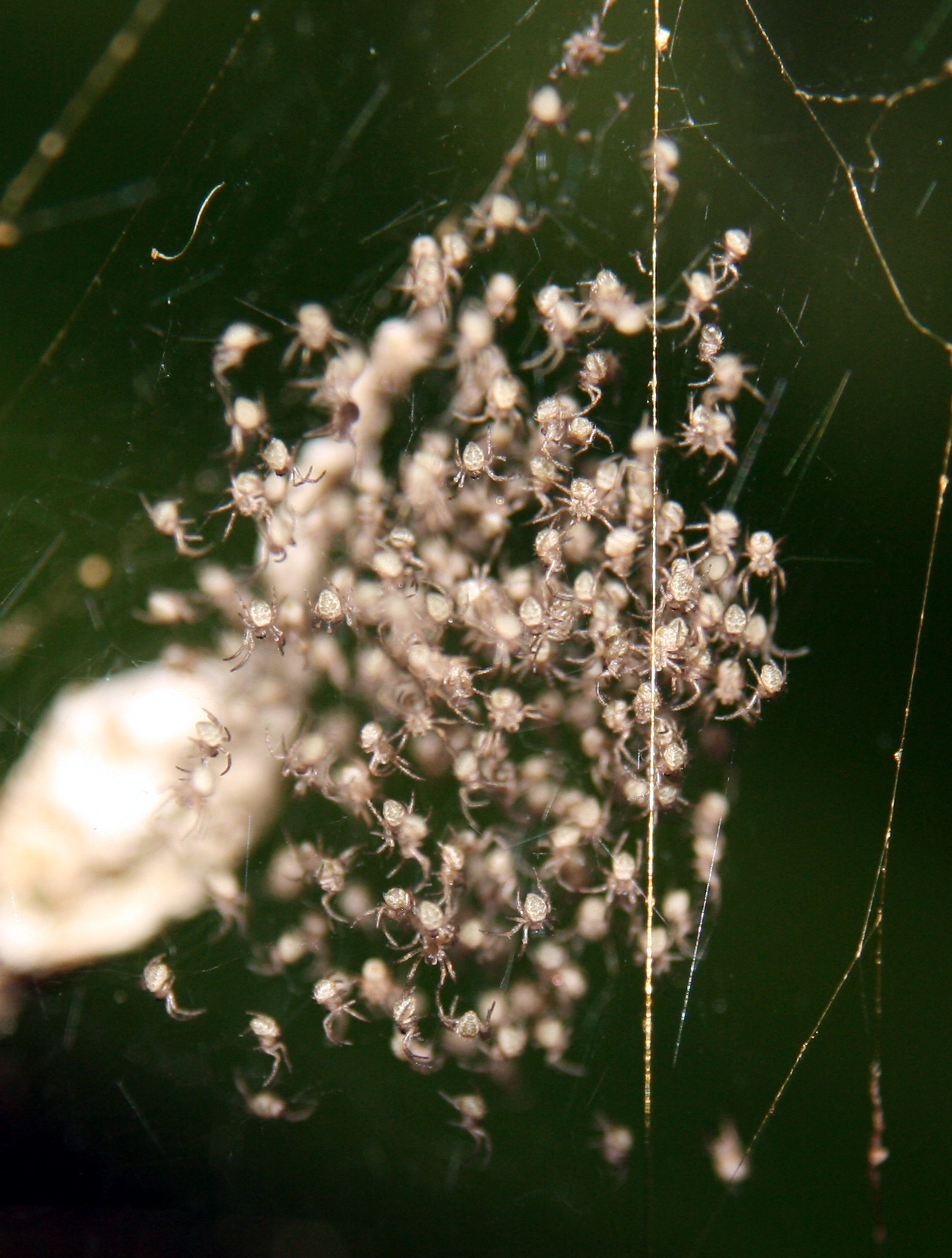
Aranyetes de Gasteracantha mammosa al costat de la seva càpsula ovular.

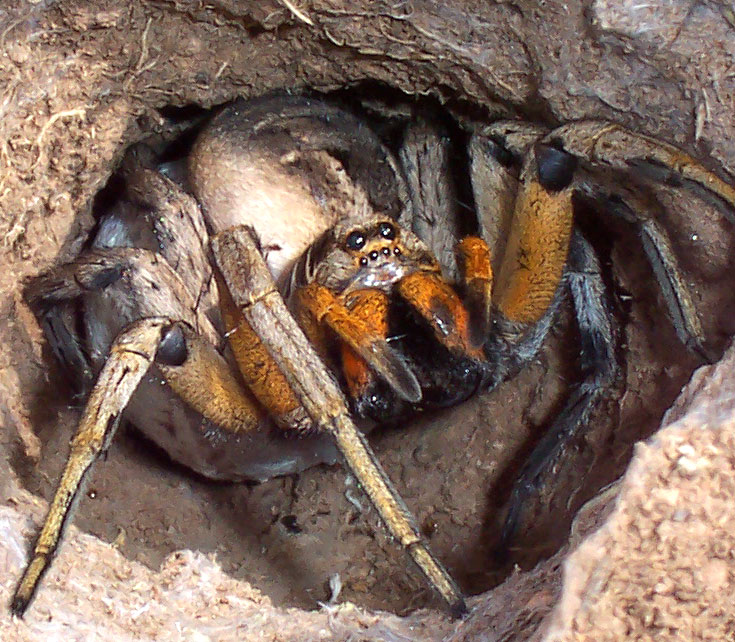
Un licòsid excavador defensa el seu sac ovular.

Les femelles ponen fins a 3.000 ous en un o més sacs d'ou de seda, que mantenen un nivell d'humitat força constant. En algunes espècies, les femelles moren just després, però les femelles d'altres espècies protegeixen els sacs enganxant-los a les seves xarxes, amagant-los als nius, portant-los als quelícers o enganxant-los a les fileres i arrossegant-los.
Les aranyes nadons passen totes les seves etapes larvals dins del sac d'ou i emergeixen com a aranyes, molt petites i sexualment immadures però de forma semblant als adults. Algunes aranyes tenen cura de les seves cries, per exemple, les cries dels licòsids s'aferren a l'esquena de la mare,
i les femelles d'algunes espècies responen al comportament de "pidolar" de les seves cries donant-los les seves preses, sempre que ja no estiguin lluitant, o fins i tot regurgiten aliment.

### Mida
Les aranyes poden tenir mides molt diferents. Les més petites, Patu digua de Borneo, mesuren menys de 0,37 mm de llargada corporal. Les aranyes més grans i pesants són les taràntules, que poden mesurar fins a 90 mm de llarg i tenir una envergadura de cames fins a 250 mm.

### Coloració
Només s'han identificat tres tipus de pigments (ommocroms, bilines i guanines) en les aranyes, tot i que s'han detectat altres pigments que no han estat caracteritzats. Sembla que les melanines, carotenoides i pterines, molt comunes en altres animals, estan absents. En algunes espècies, l'exocutícula de les cames i el prosoma està modificada per un procés de bronzejat, donant-li un aspecte marró. Les bilines estan presents, per exemple, en Micrommata virescens, donant-li un color verd. La guanina és responsable de les marques blanques d'Araneus diadematus. En moltes espècies, s'acumula en cèl·lules especialitzades anomenades guanòcits. En gènere com ara Tetragnatha, Leucauge, Argyrodes o Theridiosoma, la guanina els dona una aparença platejada. Tot i que la guanina és originalment un producte final del metabolisme de les proteïnes, se'n pot blocar l'excreció en les aranyes, provocant un augment de l'emmagatzemament. En algunes espècies pot haver-hi colors estructurals, que són el resultat de la difracció, dispersió o interferència de la llum, mitjançant setes o escates modificades, per exemple. El prosoma blanc d'Argiope és el resultat de la reflexió de la llum per part dels pèls, mentre que Lycosa i Josa presenten ambdues àrees de cutícula modificades que serveixen de reflectors de la llum.

## Fòssils
Els fòssils d'aranya són rars, atès que el seu cos és tou i no se solen preservar, excepte en casos excepcionals. El fòssil més antic conegut és un ambre que conté artròpodes fòssils que daten de fa 130 milions d'anys, del període Cretaci. A més de permetre la preservació dels detalls anatòmics de les aranyes amb molts detalls, alguns ambres també han «congelat» moments d'acoblament entre aranyes, aranyes matant a les seves preses, la producció de la seda i, probablement, la cura de les seves cries. En casos encara més excepcionals, l'ambre ha conservat les bosses d'ous d'aranyes i teranyines, algunes d'aquestes amb la presa atrapada en elles. La teranyina fòssil més gran descoberta fins avui té prop de 100 milions d'anys. També es conserven en les restes fòssils d'algunes aranyes trobades en jaciments geològics, llocs on les condicions d'enterrament immediat i la preservació excepcional han permès preservar, fins i tot, els teixits tous.

## Les aranyes i la cultura
Les aranyes poden provocar aracnofòbia, una por irracional ja siguin o no nocives per a la persona. Per això són utilitzades sovint com a símbol de la por, del desconegut, apareixent en nombroses pel·lícules i contes. També pot representar la paciència o la traïció (enganya les seves víctimes per atrapar-les a la xarxa). L'aranya anomenada vídua negra, una de les més grans que existeixen, mereix una menció especial: l'hàbit de la femella de matar el mascle després de la còpula ha deixat una empremta important en la cultura popular.
Segons Les Metamorfosis de l'escriptor llatí Ovidi, les aranyes provenien de la jove Aracne, que Atena havia maleït per haver fet un tapís més bonic que el seu.
Les característiques de les aranyes han servit de referència per els poders del superheroi Spiderman.

## Cladograma
|               | Mesothelae                                                      |
|               |                                                                 |
| Opisthothelae | \| \| Mygalomorphae \| \| \| \| \| \| Araneomorphae \| \| \| \| |
|               | \| \| Mygalomorphae \| \| \| \| \| \| Araneomorphae \| \| \| \| |
|               | Mygalomorphae                                                   |
|               |                                                                 |
|               | Araneomorphae                                                   |
|               |                                                                 |

|  | Mygalomorphae |
|  |               |
|  | Araneomorphae |
|  |               |